# اتحاد المصارعة القصوى
إي سي دبليو كان اتحاد مصارعة اسس في 1992 كاتحاد مستقل وقام فينس مكمان بشرائه وقام بضمه إلى اتحاد المصارعة الترفيهية كأحد العروض الاسبوعية وقام بعرضه لأول مرة بعد اقفاله في 13 يونيو 2006.

## التأسيس
قام رجل الأعمال بول هيمان بتاسيس أي سي دبليو في بداية التسعينات وقام بشراء العديد من المصارعين وضمهم إلى الاتحاد الجديد ولاقى إقبالا جماهيرا واسعا كون المصارعة كانت من أشهر الرياضات واحبهم إلى الجمهور سابقا وافتتح الاتحاد أبوابه في 1992 ولكن الخسائر المتعددة للاتحاد الجديد اجبرت بول هيمان على بيعه إلى رجل الأعمال فنس مكمان الذي كان ذراع المصارعة الحديثة آنذاك.

## الافتتاح من جديد
بعد شرائه للاتحاد قام فينس مكمان بشراء عدد من المصارعين الجدد من الاتحادات المشهورة WCW و TNA امثال سي ام بنك وأر في دي وكريستيان وقام باعادة بعض المصارعين الاساطير أمثال تومي دريمر وغولد دست وتم افتتاح العرض لأول مرة منذ اقفاله في 13 يونيو 2006 ولاقى إقبالا شديدا خصوصا بعد عرضه بتقنية الهاي ديفنشن في 2008.

## الاقفال
نتيجة للخسائر العديدة وانخفاض معدلات المشاهدة قام فينس مكمان باغلاق الاتحاد في فبراير 2010 وقام بدلا عنه بوضع عرض جديد اسماه دبليو دبليو إي إن إكس تي أي الخطوة الجديدة ويهدف هذا العرض إلى تطوير وتدريب المصارعين المبتدئين على يد مصارعين محترفين.